# Игорь Святославич (князь рязанский)
Игорь Святославич (ум. после 1147) — князь рязанский, младший из четверых сыновей муромского князя Святослава Ярославича.
После смерти старшего брата Давыда в 1147 г. Игорь стал держателем Рязанской волости.

## Семья
Отец: Святослав Ярославич (ум. 1145) — князь рязанский (1129—1143) и муромский (1143—1145).
Братья:
- Давыд (ум. 1147) — князь пронский (1143—1146) и рязанский (1147).
- Владимир (ум. 1161) — князь муромский (1147—1149), Великий князь рязанский (1153—1161).

Потомства не оставил.